# Tarabha
Tarabha är en ort i Indien.   Den ligger i delstaten Odisha, i den centrala delen av landet, 1 100 km sydost om huvudstaden New Delhi. Tarabha ligger 134 meter över havet och antalet invånare är 8 155.
Terrängen runt Tarabha är platt. Runt Tarabha är det ganska tätbefolkat, med 129 invånare per kvadratkilometer. Närmaste större samhälle är Balangir, 19,4 km väster om Tarabha. Trakten runt Tarabha består till största delen av jordbruksmark.